# Рябов, Константин Андреевич
Константин Андреевич Рябов (26 февраля 1923 года, Вольск — 2 ноября 2001 года, Москва) — заместитель командира эскадрильи, участник Великой Отечественной войны, Герой Советского Союза.

## Биография
Родился 26 февраля 1923 года в городе Вольск ныне Саратовской области.
В Красной Армии с 1941 года. Участник Великой Отечественной войны на Северо-Кавказском, 4-м Украинском и 2-м Прибалтийском фронтах.
Звание Героя Советского Союза с вручением ордена Ленина и медали «Золотая Звезда» присвоено 26 октября 1944 года «за 126 боевых вылетов на штурмовике Ил-2, нанесение большого урона противнику и проявленные при этом доблесть и мужество».
Войну закончил в звании майора и должности командира эскадрильи. В 1945 году Рябов переучился на лётчика-истребителя. После окончания в 1952 году Военно-воздушной академии Рябов 8 лет командовал сначала авиационным полком, потом  303-й истребительной авиационной дивизией. Именно его дивизии выпала честь первой освоить новейший по тому времени самолёт Су-7. За достигнутые успехи Рябову присвоили звание генерал-майора и как наиболее перспективного офицера направили в Военную академию Генерального штаба.
После академии занимал должности начальника отдела боевой подготовки ВВС Южной группы войск, заместителя командующего воздушной армией, заместителя начальника Главного штаба ВВС по лётной службе. Дважды Рябов был военным советником командующего ВВС Сирии. Причём второй раз поехал туда по личной просьбе президента Сирии Хафиса Асада, который очень высоко ценил Константина Андреевича за глубокие знания лётного дела.
С 1979 года генерал-майор К. А. Рябов  в отставке. Был заместителем начальника Дома авиации и космонавтики, возглавлял Совет ветеранов 214-й штурмовой авиационной дивизии. Заслуженный военный лётчик СССР, военный лётчик 1-го класса.
С 1979 года в отставке. Жил в Москве.
Почётный гражданин городов Вольск и Темрюк.
Умер 2 ноября 2001 года. Похоронен на Троекуровском кладбище (участок 4).

## Награды
- Медаль «Золотая Звезда» Героя Советского Союза № 5354 (26.10.1944);
- орден Ленина (26.10.1944);
- четыре ордена Красного Знамени (24.09.1943, 06.11.1943, 19.02.1945, 23.03.1945);
- орден Богдана Хмельницкого 3-й степени (1945);
- орден Александра Невского (28.10.1944);
- два ордена Отечественной войны 1-й степени (25.10.1943, 11.03.1985[1]);
- орден Трудового Красного Знамени;
- три ордена Красной Звезды (03.05.1943, 1956, 1956[2]);
- орден «За службу Родине в Вооружённых Силах СССР» 3-й степени;
- медали, в том числе:
  - «За боевые заслуги» (1951)[2];
  - «За оборону Кавказа»;
  - «За победу над Германией в Великой Отечественной войне 1941—1945 гг.»;
  - «За взятие Кёнигсберга»;
  - «Ветеран Вооружённых Сил СССР»;
  - «За безупречную службу» 1-й степени.

Почётные звания
- Заслуженный военный лётчик СССР (1968).